# پل سیاه اهواز
پل سیاه یا پل پیروزی، پلی با یک خط آهن برای قطار و دو مسیر عابر پیاده است که در سال ۱۳۰۸ خورشیدی در شهر اهواز ایران بنا شد. این پل متعلق به اداره کل راه‌آهن جنوب است و خط آهن بندر امام خمینی، در جنوب استان خوزستان و در ساحل خلیج فارس، را به راه‌آهن سراسری خرمشهر ـ تهران شمال وصل می‌کند. این پل در جنگ جهانی دوم در شکست هیتلر و آلمان نقش مهمی ایفا کرد.

## نام
از آنجا که از این پل در زمان جنگ جهانی دوم به عنوان مسیر حمل آذوقه، نیرو و مهمات ارتش روس استفاده می‌شد و از آن روی که در پیروزی متفقین تاثیر زیادی داشت به آن «لقب پل پیروزی» داده شد. این پل بعدها به‌دلیل رنگ سیاه بدنه و پایه‌های آن به پل سیاه شهرت یافت. 

## تاریخچه
در سال ۱۳۰۸ خورشیدی و با اهتمام و پایمردی رضاشاه کبیر راه‌آهن سراسری ایران، اولین پل شهر اهواز، به طول ۱۰۵۰ متر و عرض ۶ متر، به‌طور تقریبی درست در محل احداث پل تاریخی اهواز (که دارای قدمت ساسانی بوده و به پل شادووان معروف بود)، بر روی رودخانه کارون ساخته شد. طرح ساخت این پل در ۱۰ خرداد ۱۳۱۲ توسط ریاست اداره بهره‌برداری راه‌آهن ناحیه جنوب اهواز (اریک کسوندسن) به وزارت کل طرق و شوارع پیشنهاد داده شد و در سال ۱۳۱۵ توسط یک مهندس آلمانی و همسرش ساخته شد.
این اثر در تاریخ ۲۷ بهمن ۱۳۷۸ با شمارهٔ ثبت ۲۵۹۹ به‌عنوان یکی از آثار ملی ایران به ثبت رسیده‌است. قدمت این پل به پهلوی اول بر می‌گردد.

## سازه و نما

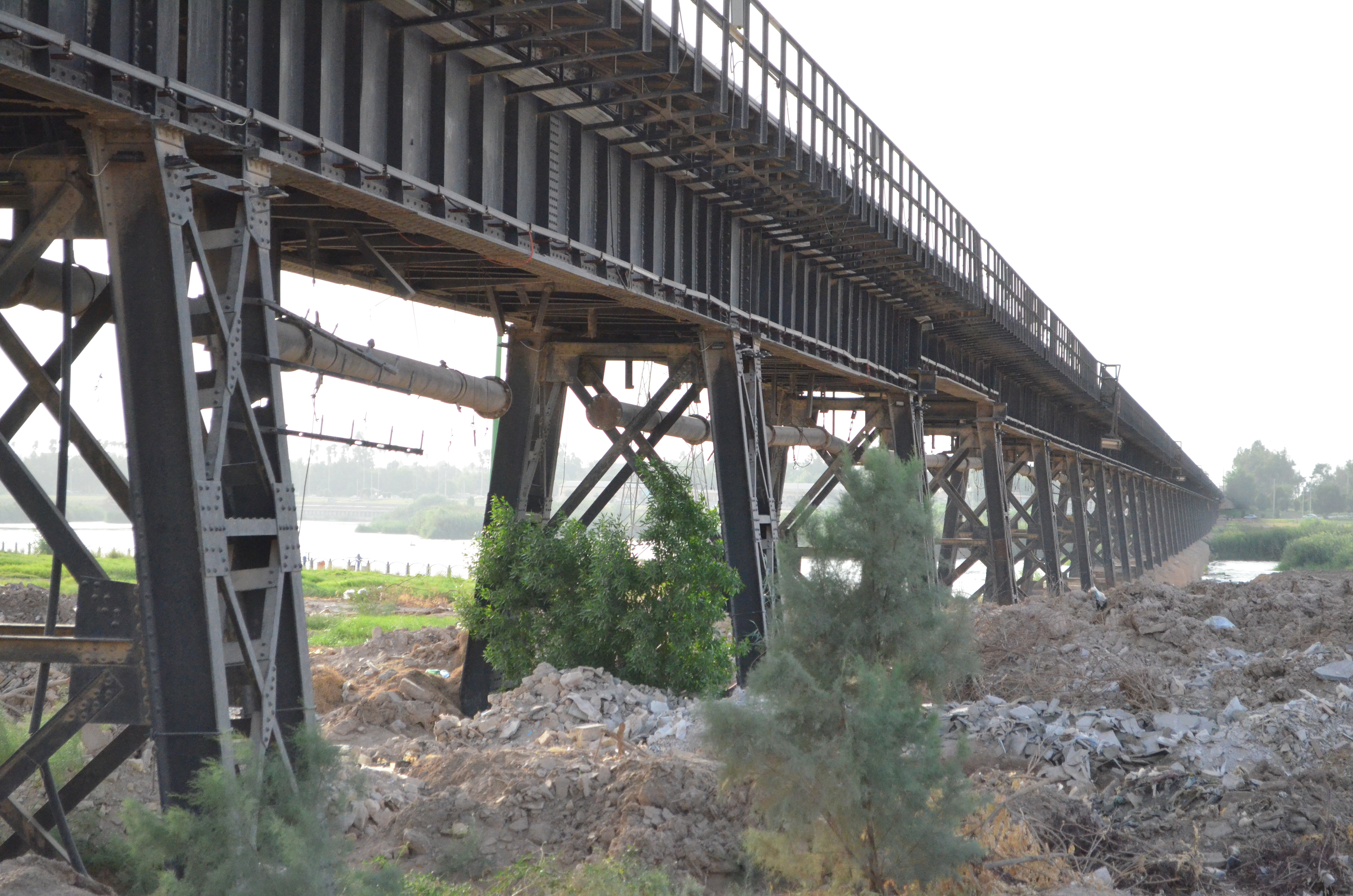
نمایی از بخش زیرین و ستون‌های سازه

پل سیاه از نوع فلزی با فونداسیون‌های بتنی بر روی بستر سنگی کف رودخانه کارون بنا شده‌است و با طول ۱۰۵۰ متر و عرض حدودی ۶ متر دارای ۵۲ پایه‌است. در سطح پل دو خط رفت و برگشت برای عبور قطار وجود دارد و در طرفین آن پیاده‌روهایی به عرض به‌طور حدودی یک متری قرار گرفته‌است.
همچنین مدیرعامل سازمان زیباسازی اهواز از نورپردازی پل سیاه، قدیمی‌ترین پل رودخانه کارون در آینده نزدیک خبر داده و گفته‌است این نور پردازی با هدف زیباسازی و ایجاد فضاهای مطلوب، به زودی اجرا می‌شود.